# Hwangcini (cràter)
Hwangcini és un cràter d'impacte en el planeta Venus de 30,2 km de diàmetre. Porta el nom de Hwang Jini (c 1506- c 1560), kisaeng coreana, i el seu nom va ser aprovat per la Unió Astronòmica Internacional el 1991.